# Piletocera albilunata
Piletocera albilunata là một loài bướm đêm trong họ Crambidae.